# Лююбніца
Лююбніца (ест. Lüübnitsa) — село в Естонії, входить до складу волості Мікітамяе, повіту Пилвамаа.

## Історія

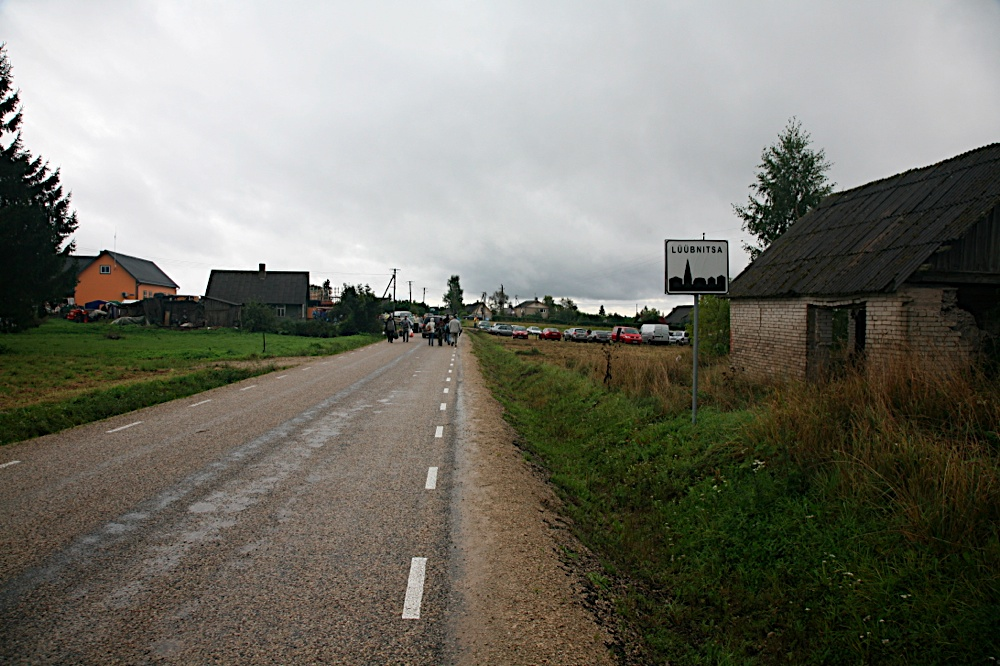
При в'їзді до села.
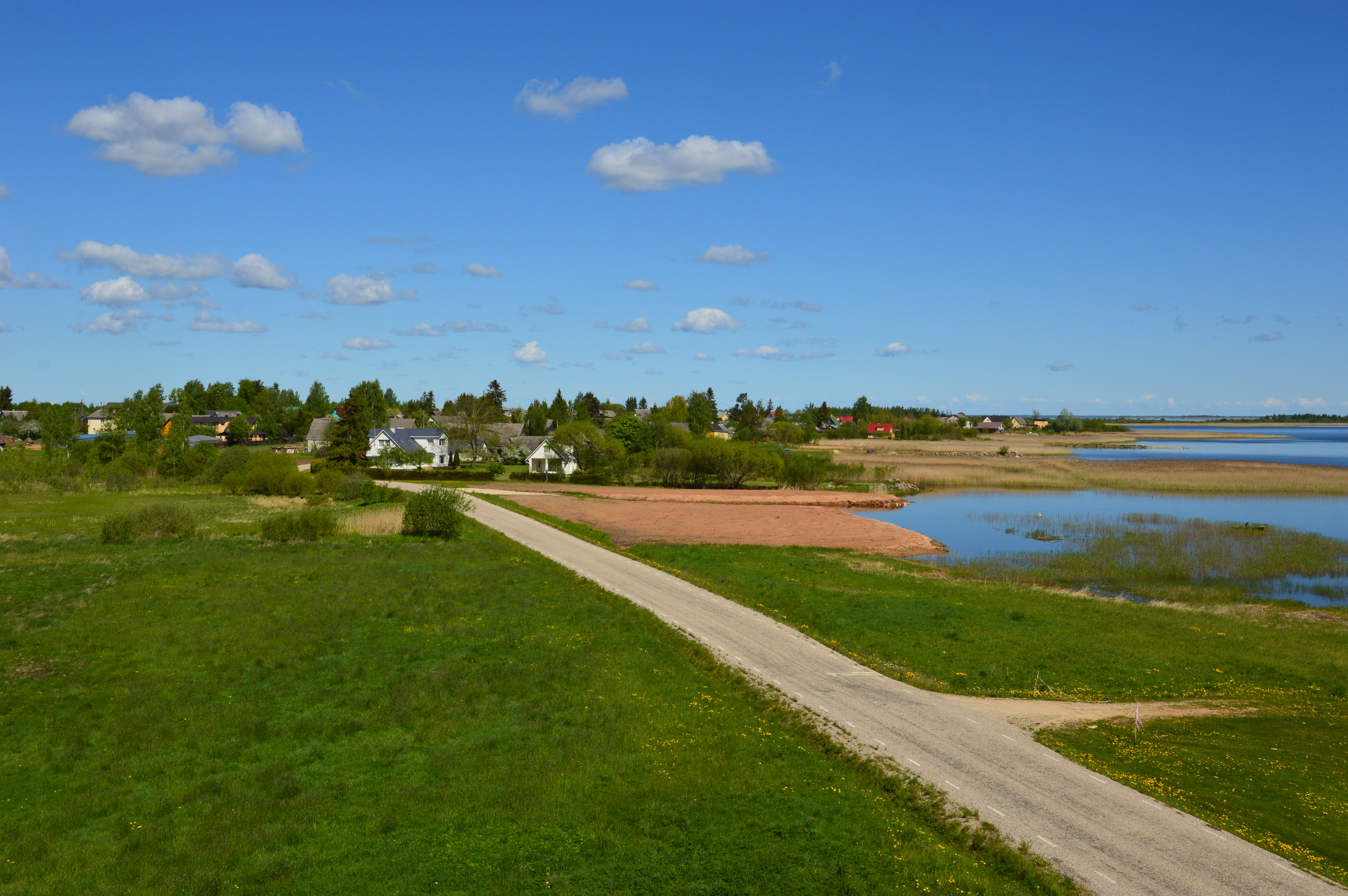